# Esteban Batista
Esteban Damián Batista Hernández (Montevideo, 2 settembre 1983) è un cestista uruguaiano con cittadinanza spagnola, il primo uruguaiano a giocare in NBA.

## Palmarès
- Campionato italiano: 2

Olimpia Milano: 2015-2016
Reyer Venezia: 2016-2017
- Coppa di Turchia: 1

Pınar Karşıyaka: 2013-2014
- Coppa di Grecia: 1

Panathinaikos: 2014-2015
- Coppa Italia: 1

Olimpia Milano: 2016
- Coppa di Lega israeliana: 1

Maccabi Tel Aviv: 2007